# Bridgestone Anchor Cycling Team

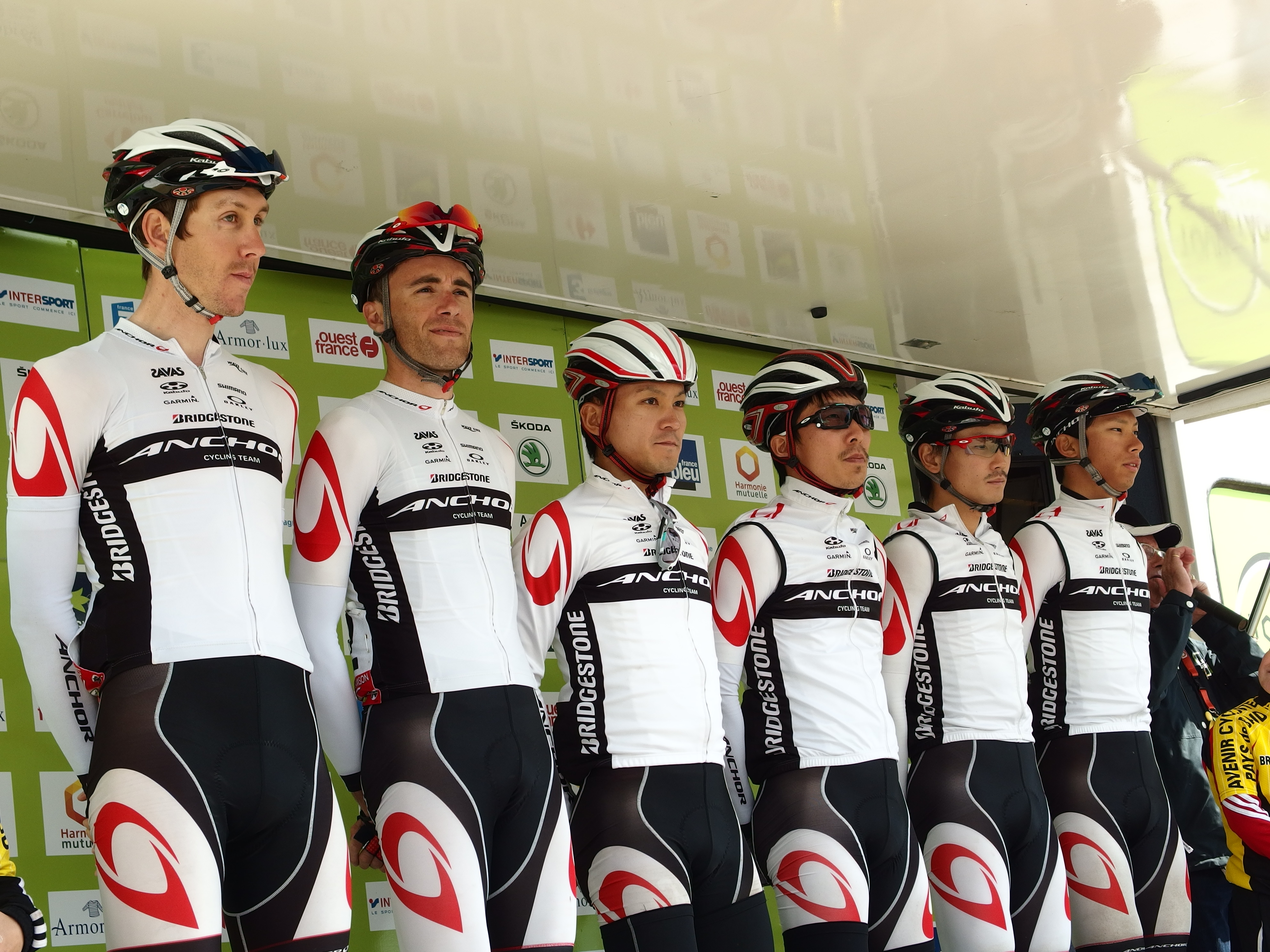
L'equip al Tour de Bretanya de 2015

El Bridgestone Anchor Cycling Team és un equip ciclista japonès professional en ruta, de categoria Continental.
No s'ha de confondre amb l'anterior Team Bridgestone Anchor.

## Principals resultats
- Volta a Okinawa: Kenji Itami (2009), Sho Hatsuyama (2013)
- Volta a Hokkaidō: Miyataka Shimizu (2010), Thomas Lebas (2013)
- Tour de Sétif: Thomas Lebas (2014)
- Tour de les Filipines: Thomas Lebas (2015)
- Tour de Guadalupe: Damien Monier (2016)

### Grans Voltes
- Tour de França
  - 0 participacions

- Giro d'Itàlia
  - 0 participacions

- Volta a Espanya
  - 0 participacions

## Classificacions UCI
A partir del 2008 l'equip participa en les proves dels circuits continentals, especialment a l'UCI Àsia Tour.
UCI Àfrica Tour
| Temporada | Classificació per equips | Millor ciclista en la classificació individual |
| --------- | ------------------------ | ---------------------------------------------- |
| 2012      | 14è                      | Hayato Yoshida (69è)                           |
| 2014      | 4t                       | Thomas Lebas (13è)                             |

UCI Amèrica Tour
| Temporada | Classificació per equips | Millor ciclista en la classificació individual |
| --------- | ------------------------ | ---------------------------------------------- |
| 2008      | 32è                      | Masamichi Yamamoto (232è)                      |
| 2009      | 29è                      | Makoto Iijima (281è)                           |
| 2010      | 13è                      | Miyataka Shimizu (24è)                         |
| 2014      | 20è                      | Damien Monier (55è)                            |
| 2016      | 25è                      | Damien Monier (109è)                           |
| 2017      | 47è                      | Yudai Arashiro (432è)                          |

UCI Àsia Tour
| Temporada | Classificació per equips | Millor ciclista en la classificació individual |
| --------- | ------------------------ | ---------------------------------------------- |
| 2008      | 34è                      | Makoto Iijima (118è)                           |
| 2009      | 34è                      | Makoto Iijima (90è)                            |
| 2010      | 9è                       | Miyataka Shimizu (19è)                         |
| 2011      | 16è                      | Miyataka Shimizu (25è)                         |
| 2012      | 28è                      | Thomas Lebas (69è)                             |
| 2013      | 10è                      | Thomas Lebas (25è)                             |
| 2014      | 20è                      | Kōhei Uchima (58è)                             |
| 2015      | 11è                      | Kōhei Uchima (27è)                             |
| 2016      | 14è                      | Ryota Nishizono (86è)                          |
| 2017      | 19è                      | Ryota Nishizono (53è)                          |

UCI Europa Tour
| Temporada | Classificació per equips | Millor ciclista en la classificació individual |
| --------- | ------------------------ | ---------------------------------------------- |
| 2013      | 98è                      | Miyataka Shimizu (419è)                        |
| 2015      | 120è                     | Thomas Lebas (761è)                            |
| 2016      | 134è                     | Thomas Lebas (1452è)                           |
| 2017      | 134è                     | Sho Hatsuyama (1657è)                          |